# Scientific Data Systems

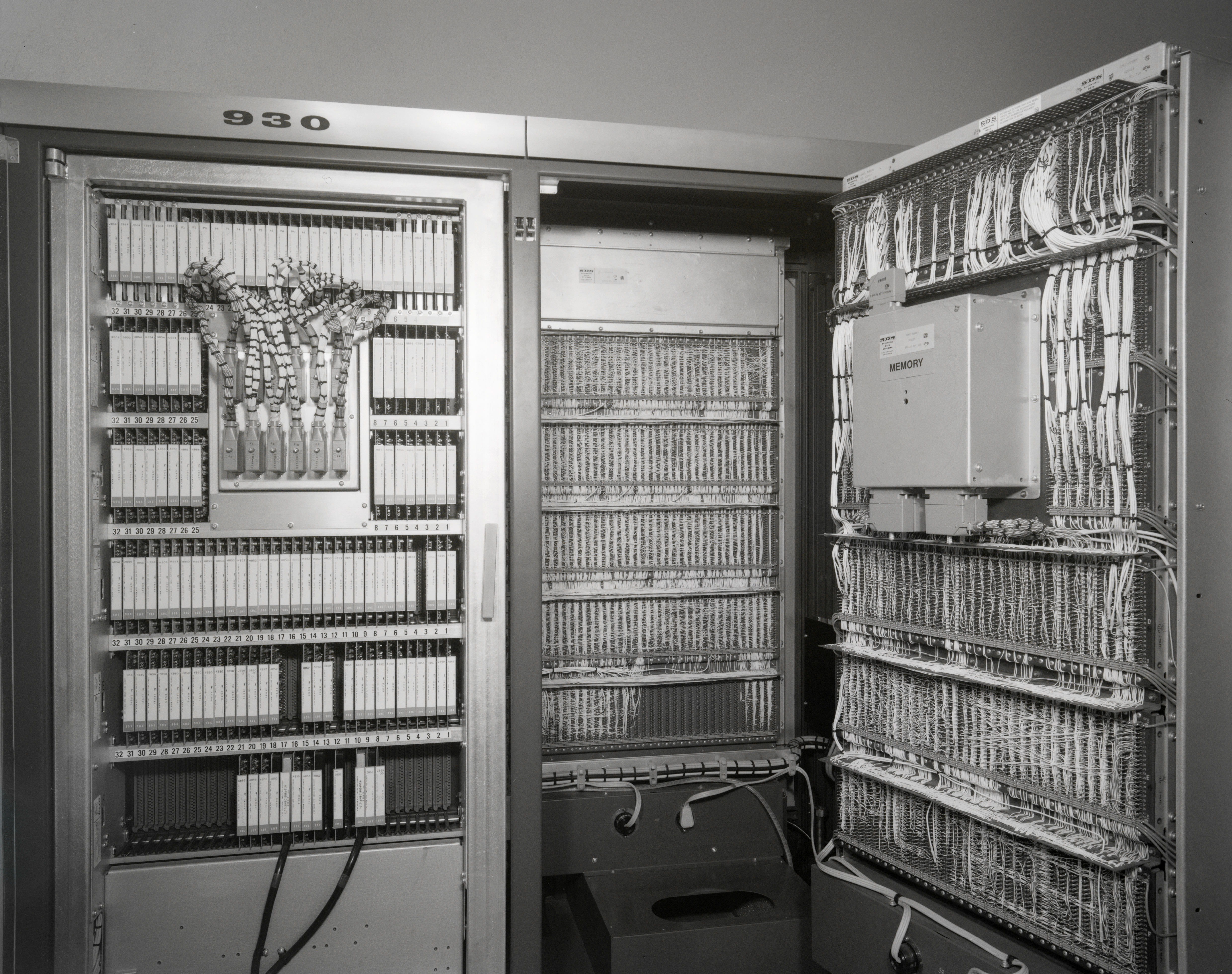
Modèle 930 de systèmes de données scientifiques Swissair

Pour les articles homonymes, voir SDS.
Scientific Data Systems (SDS) était un constructeur américain d'ordinateurs militaires, puis civils, monté en gamme au cours des années 1960. Il est fondé en septembre 1961 à Santa Monica, peu après la percée du rival Control Data Corporation, par une quinzaine de cadres de Packard Bell et Bendix, parmi lesquels Max Palevsky, Arthur Rock et Robert Beck, travaillant avec succès sur l'ordinateur PB250, partis rejoindre l'équipe qui avait conçu la série IBM 360, puis travaillé pour RCA à concevoir le Spectra 70.

## Création
Max Palevsky estimait que 10% du marché était totalement négligé par les autres constructeurs. Grâce à ses contacts à l'université Chicago, il a réussi avec une quinzaine d'associés à lever 1 million de dollars auprès d'Arthur Rock et de la famille propriétaire de Sears Roebuck. Il souhaitent fabriquer des ordinateurs professionnels de plus petite taille et moins chers, mais mieux conçus, pour concurrencer IBM.
Arthur Rock, banquier new-yorkais à une époque où le capital risque n’existait pas, avait déjà aidé en 1957 huit jeunes ingénieurs de l’industrie des semi-conducteurs dans leur création de Fairchild Semiconductor, en quittant "leur autocrate de patron", William Shockley, qui avait participé chez AT&T à l'invention du transistor, découverte pour laquelle il partagea le prix Nobel en 1956 juste avant de s’installer en Californie, à Mountain View (Californie), afin d’y ouvrir le laboratoire Shockley sur les semi-conducteurs, pour les premiers composants en semi-conducteurs au silicium dans ce qui allait devenir par la suite la Silicon Valley. près de sa ville natale de Palo Alto,,.
Arthur Rock sera quelques années après, en 1968, le cofondateur et premier président d'un nouveau fabricant de circuits intégrés, le futur géant des puces électroniques Intel, et lors de la décennie suivante l'un des premiers investisseurs dans Apple lors de sa fondation en 1976. Max Palevsky, cofondateur de SDS sera aussi l'un des premiers investisseurs dans Intel, en utilisant le produit de la cession de ses actions SDS, dont la valeur a été multipliée par 900 en sept ans et demi.
À Wall Street, l'action Scientific Data Systems a progressé de 42% entre octobre 1966 et le 24 février 1967, à 84,50 dollars l'action, pour une capitalisation boursière proche de 155 millions de dollars. Le cofondateur Max Palevsky, qui avait investi 60000 dollars en 1961 contrôle alors encore 15% du capital pour une valeur de 27 millions de dollars qui deviendra 100 millions lors de la cession à Xerox en mai 1969.

## Premiers succès

### Premier ordinateur en 1962 et positionnement
D'abord orienté vers les applications militaires, SDS a fourni des machines à la NASA américaine dans les années 1960, livrant son premier ordinateur en 1962, avec 150 employés dans un petit bâtiment, se concentrant sur le "petit marché scientifique, autrefois négligé", avec des "modèles étonnamment peu coûteux" en cherchant à "optimiser" sa stratégie sur "un petit secteur du marché" avec les premiers systèmes commerciaux basés sur le silicium plutôt que le germanium.

### Premiers conducteurs de silicium immunisés contre la température
Le ministère de la Défense américain (MOD) est l'autre grand client de SDS pour l’avionique, les missiles et les applications spatiales. SDS fut ainsi le premier à ne travailler qu'en silicium, "le gouvernement l'exigeant quel que soit le coût", avec en contrepartie une excellence en temps partagé, l'amenant à adopter ensuite les premières versions d'UNIX système d’exploitation également souhaité par le MOD. Il est ainsi le premier fabricant à proposer exclusivement des conducteurs de silicium immunisés contre la température, permettant aux ordinateurs d’être utilisés à l’extérieur de pièces spécialement étanches et climatisées et devient "le premier fournisseur de puissance" sur le créneau spécifique des "calculs complexes en temps réel" grâce aux "capacités en temps réel à soutenir de multiples terminaux et capteurs", requis par la sécurité nationale.

### Leadership sur le temps partagé
"Rapides et optimisées autour d’applications temps réel" ses machines profitaient par ailleurs de "nombreuses fonctionnalités innovantes", que IBM "n’a pas pu égaler" à temps, telles que la disque d’accès aléatoire rapide (RAD) pour l’échange de mémoire virtuelle" et auxquelles Tymshare et Comshare ont fait appel, se ralliant au leadership de SDS sur le temps partagé, IBM y voyant "un marché de niche instable", il ne l'y suit pas.
Ce positionnement génère la "nouvelle architecture audacieuse" du Sigma 7, "un ordinateur capable de communiquer" et doté d'une forte "capacité de mémoire virtuelle", au coût abordable grâce au temps partagé. Les cadres qui l'ont pensé viennent de l’UCLA de Berkeley, "un établissement notoirement non-conformiste". Le quartier général de la SDS n'a "pas d’ascenseur pour encourager la mobilité physique" et la patron arrive au travail dans une "réplique de taxi londonien".
L’industrie des semi-conducteurs dépend à ses débuts "presque entièrement de contrats gouvernementaux" visant à assurer visibilité et baisse des prix.  Seymour Cray, cerveau de Control Data Corporation (CDC), a parrainé des recherches chez Fairchild Semiconductor, qui ont abouti en juillet 1961 à un transistor en silicium plus rapide que n’importe quel autre en germanium: son nouveau "super-ordinateur", le CDC 6600, réunira près de 600 000 transistors Fairchild Semiconductor. La série Micrologic de circuits intégrés Fairchild Semiconductor a été présentée au salon de New York en mars 1961 et le concurrent Texas Instruments, selon son ingénieur Bob Bergman, a "décidé de rattraper la technologie" présentée dans "un délai six mois", y parvenant dès novembre 1961. Entre-temps, la NASA est chargée par le président Kennedy en août 1961 de la mission Apollo pour envoyer un homme sur la lune. Elle commande en 1962 un ordinateur numérique de guidage basé sur la série Micrologic de Fairchild. D’autres fournisseurs, dont Motorola et Philco, ont copié la ligne Fairchild Semiconductor sous le nom générique RTL. Puis en 1964 la NASA fait de Philco un géant des semi-conducteurs, ce qui lui permet d’acheter General Microelectronics. En 1964 aussi, les laboratoires Lawrence Livermore imaginent Octopus, futur réseau de superordinateurs, le CDC6600s acquis en 1964 en attendant le CDC7600 de 1969. Il sera lancé en 1968, permettant l’accès à plus d’un millier de terminaux distants.
En 1965, RCA et SDS introduisent les premiers ordinateurs fabriqués avec des circuits intégrés : le Spectra 70 de RCA et le SDS 925. Le prix des circuits intégrés étant divisé par cinq entre 1961 et 1971, il devient intéressant d'en intégrer dans des ordinateurs commerciaux. TI entre lui sur le marché industriel en 1966 avec la série SN7400, qui dès 1967 est suivie par National Semiconductor, s'installant à Santa Clara, en Californie, et ajoutant les procédés Tri-State inventés par Dale Mrazek, tandis que Motorola, Signetics, Sprague et d’autres fournisseurs ont suivi.
L'ordinateur SDS 940, livré en juillet 1966, a été le premier conçu spécifiquement pour l'informatique en ligne et sera le premier connecté à Arpanet en octobre 1969 au Stanford Research Institute. Son système d'exploitation a été créé en septembre 1966 grâce à la collaboration des chercheurs de l'université de Californie à Berkeley, avec ceux de l'entreprise de temps partagé Tymshare et avec Richard Crandall de Comshare, société qui arrive peu après à lever à deux millions de dollars d'obligations convertibles auprès de la famille Weyerhaeuser puis à entrer en Bourse dès 1968,.
Tymnet, réseau commuté basé sur le SDS 940, a été développé en 1968 chez Tymshare à Los Altos, ex-codé par Laroy Tymes et d'autres ex-employés des laboratoires Lawrence Livermore.
En 1968, le projet d’hypertexte dirigé par Andries van Dam à l’université Brown, originaire des Pays-Bas, et appelé à l’origine Hypertext Editing System à partir de l’idée de son vieil ami du Swarthmore College, Ted Nelson, a donné naissance au système d’hypertexte graphique FRESS pour l’IBM 360.
SDS a enregistré au cours de cette année 1966 des ventes de 55,5 millions de dollars et des bénéfices de 4,3 millions de dollars, en hausse de 27 % par rapport à 1965, ayant bâti sa cinquième usine au cours de l'année et embauché pour porter son effectif à 2 900 personnes, mais ayant vu aussi cette croissance faire gonfler sa dette de 2 à 16 millions de dollars, processus aussi subi par Control Data. Cette année 1966 voit aussi Univac, de Sperry Rand, et la division ordinateurs de Honeywell dégager enfin des profits significatifs.
En France, la CAE et Intertechnique vendent sous licence des calculateurs SDS.
Quand SDS est passé en 1966 à la série Sigma, son partenaire français, la CII, alors en cours de création, a annoncé la série 10000, réunissant le calculateur d'origine française CAE 10010, bas de gamme préexistant, le calculateur d'origine SDS rebaptisé CII 10020, bas de gamme américain et le gros calculateur SDS Sigma 7.

## Gamme cumulant les applications de gestion et scientifiques
En plus de machines, destinées principalement aux marchés scientifiques et universitaires, mais "plus rapides et moins chères" que celles des autres, Scientific Data Systems déploie à partir de 1967 une gamme d’ordinateurs cumulant à la fois les applications dites "commerciales" (ou "de gestion") et scientifiques.

## L'esprit Sigma en décembre 1966
SDS développe en 1966, et parvient à le terminer fin décembre, son premier ordinateur de 3e génération, le Sigma 7, qui sera vendu un million de dollars et peut servir plus de 200 utilisateurs simultanément, sur une base de temps partagé. C'est le "premier de sa famille d’ordinateurs en temps réel", marquant "une étape importante dans le traitement hautement concurrentiel des données commerciales".
Cet ordinateur "de très belle architecture" est livré sans logiciel, car permettant aux clients d'y mettre le sien. Scientific Data Systems "facture séparément l'encodage cobol" de son Sigma 7, pour les clients qui souhaitent ce service. Après ce précédent, IBM tient compte à son tour "de l'importance prise au cours des dernières années par cet élément immatériel du traitement électronique de l'information" et propose aussi cette option en 1969, année qui voit le chiffre d'affaires du secteur logiciel dépasser celui du" secteur proprement industriel des ordinateurs". Ses ordinateurs compétitifs se veulent plus transparents sur leurs coûts à un moment qui voit les utilisateurs aux États-Unis acheter plus souvent les ordinateurs "alors que lors des premières années la location était la règle". Environ 10000 des 60000 à 70000 en service en juin 1969 auraient ainsi été achetés estime Le Monde, tendance aussi aidée par l'émergence d'une douzaine d'organisations spécialisées dans l'achat et la revente.
Le Sigma 7 est en 1967 adopté par la CII pour en faire sa version, le CII 10070 puis l'améliorer avec l'Iris 50, et la transformer avec l'Iris 80.
Conçu avec plusieurs bus de mémoire, afin que les modules de mémoire puissent être accessibles à partir de plusieurs processeurs, le Sigma 7 n'a été livré que lors des derniers jours de décembre 1966. Les français de la CAE, qui se fondent au cours de l'année 1967 dans la CII, sont alors intéressés par la construction d’un "multiprocesseur qui pourrait faire beaucoup de choses", approche intéressant un "certain nombre de sociétés à l’époque", mais en raisonnant jusque-là sur l'idée ancienne qu'un seul processeur « était en charge, en attribuant des choses aux autres ». La CII s'était décidée à l'utiliser comme ordinateur de gestion, et elle avait entrepris, à cet effet, de doter la machine d'un logiciel spécial, le système d'exploitation Siris 7, permettant de cumuler plusieurs fonctions, scientifiques et de gestion, sur un même ordinateur, grâce à une puissance et une architecture adaptée.
SDS a en effet proposé avec le Sigma 7 un "processeur anonyme" afin de "faire réfléchir à une façon différente de voir les choses", construite autour de la mémoire et pas seulement des processeurs, car celle-ci est désormais capable de "les alimenter tous", philosophie aussi développée ensuite par Seymour Cray. Toute l’architecture du Sigma 7 a été conçue autour de ce concept et "les Français l’ont construite", malgré des problèmes de cloisonnement dans leurs équipes.
Le Sigma 7 est aussi "très bien utilisé en process control dans certaines applications américaines", mais  "apparaitra vite beaucoup trop puissant pour cela" à une partie des clients français.

## Achat par Xerox en mai 1969

### Une valorisation record, pour transformer Xerox
Profitable dès ses débuts, la société est rachetée en mai 1969 pour 920 millions de dollars par le géant des photocopieuses Xerox, qui veut prendre un virage vers l'informatique, ses brevets commençant à tomber dans le domaine public. La fusion est réalisée par un offre d'échange d’actions, négociée en deux semaines, avec l'aide de l'investisseur Arthur Rock(en), selon les mémoires de John Dessauer, ex patron de la recherche chez Haloid, société rachetée en 1938, écrites avec le journaliste Oscar Schisgall. 
C'est la 4ème plus grosse acquisition boursière de la décennie, derrière deux opérations pétrolières. Considérée comme "prometteuse", cette fusion sera cependant pénalisée par une "mauvaise gestion".
SDS produit des miniordinateurs et le laboratoire d’Engelbart est devenu le deuxième nœud de l’Arpanet. Le 29 octobre 1969, un lien a été établi entre les nœuds du laboratoire de Leonard Kleinrock à l’UCLA et le sien, formant la colonne vertébrale du premier Internet.
Jack Goldman, le scientifique en chef de Xerox, a présenté en mai 1969 sa proposition pour un « laboratoire de systèmes et de sciences avancées » et demandé aux cadres de Xerox de l'engager.
Goldman a d’abord recruté des managers de talent. Parmi eux, Bob Taylor, ancien directeur de l’ARPA. Ensuite, début 1970, George Pake accepte le poste de directeur du PARC et persuade Goldman de l’installer à Palo Alto, en Californie, près de l’université de Stanford.  
L’ARPA avait de son côté un budget de 14 millions de dollars pour la recherche en informatique, soit plus que les cinq premiers bailleurs de fonds réunis.
SDS venait de regrouper à El Segundo des installations dispersées dans tout Santa Monica et Xerox disposait déjà d’un centre de recherche à Webster, banlieue de Rochester, dans l’État de New York, où la même année Gary Starkweather y a inventé la premières imprimante laser au monde, la Xerox 1200. Peter McColough, président de Xerox, se dit fin 1969, devant la société new-yorkaise des analystes financiers, déterminé à développer « l’architecture de l’information » pour résoudre les problèmes créés par l'« explosion du savoir » et demande à son vice-président chargé de la recherche de lancer un nouveau grand laboratoire, le Palo Alto Research Center (PARC), qui va en peu de temps inventer successivement l’ordinateur personnel, la souris, le traitement de texte et l’Ethernet. Ainsi, en 1972, DEC et Xerox Data Systems (nouveau nom de SDS) lanceront en même temps les premiers micro-ordinateurs, le le SDS-94 concernant SDS, mais dans un premier temps les coûts étaient trop élevés pour le grand public. Le PARC est fondé dès juillet 1970 près de Los Angeles avec un petit noyau d'une vingtaine d'universitaires, dont la moitié de Berkeley Computer, petite entreprise d’ordinateurs centraux qui avait assuré en 1968 la conception des nouvelles versions du SDS 940.

### Virage vers une informatique polyvalente
"Nous allons étendre les activités de SDS à des domaines d’activité généraux", où "se trouvent nos plus grandes opportunités", expliquait à ses cadres le PDG de Xerox juste avant dévoiler le rachat de SDS. Paul Strassmann un cadre informatique venu de l'agro-alimentaire, embauché l'avant-veille, se voit confier XDS, nouvelle branche informatique constituée de l'ex-SDS, pour monter une offre "grands systèmes" concurrente d'IBM pour les clients de Xerox mais compatible avec les équipements IBM. Son sentiment est que "pour maintenir un multiple marché boursier élevé, il fallait une activité croissant deux fois plus vite que le PIB" ce qui ne serait pas le cas de l’activité photocopie, grosse "consommatrice de main-d’œuvre". Face au départ d'ingénieurs de SDS, il doit débaucher 70 hauts-cadres d'IBM d'autant qu'on lui promet 5000 actions Xerox pour chacun des 39 ordinateur IBM remplacé par un XDS dans le parc Xerox, qui devient alors "un des plus grands acheteurs de lecteurs de disques compatibles" IBM ce qui dope les ventes de plusieurs de ses fournisseurs, les société Memorex et Systems Dynamics Corporation, livrant des "lecteurs de bande de haute qualité".

### L'alliance avec la CII française
En 1969, SDS fait déjà face à une baisse des commandes militaires et s'activait à un contrat avec la CII française, créée en 1967 dans le cadre du plan Calcul, pour développer un système d’exploitation, le Sigma, qui est rebaptisé XOS (Xerox Operating System). Fin 1969, l'arrivée du XOS est vantée sur une double page du Wall Street Journal, car il permet de cumuler informatique de gestion, de calcul et de contrôle industriel, SDS étant jusque-là absent de la première. Afin d'épargner des embauches et coûts de logiciels à Xerox, vite confronté la fuite des cerveaux SDS, il sera livré en 1970, et développé via un nouveau contrat avec la CII, dont le gouvernement français veut faire une "société d'ordinateurs de réseaux".
Lors de ses nombreux voyages à Paris Paul Strassmann doit faire face à nombreux interlocuteurs. Lors des derniers, on lui demandera même de s'associer au nouveau projet Minitel des PTT et de leurs satellites. Contrairement aux pronostics de 1970-1971, XDS ne rejoint finalement pas Multinational Data, consortium basé à Bruxelles, unissant la CII française et Control Data afin de faire des économies d'échelle dans les périphériques, et les développements logiciels. Fin 1970, Multinational Data est rejoint par ICL, qui venait d'être accusé par son propre gouvernement d'être trop subventionné et favorisé dans l'administration. Ray Curnow, consultant anglais à l’OCDE, déclare en décembre 1971 dans la presse qu'ICL, mal géré, "veut pousser du matériel, pas des applications", et de la "production" plutôt qu'une "utilisation efficace de l’ordinateur", alors qu'il devient possible de surpasser IBM différemment et que pour sauver l’industrie informatique britannique, le gouvernement devrait plutôt choisir comme fournisseur SDS devenu XDS, qui est dans la démarche inverse, faciliter une grande diversité d'application, susceptible de doper le croissance des utilisateurs, en s'appuyant sur "son architecture supérieure en termes de besoins futurs en télécoms et bases de données".
La nouvelle stratégie informatique de Xerox impliquait de se procurer en nombre des imprimantes, et gros lecteurs de bandes et disques alors que CII et SDS, ex-sociétés d'automatisation de processus et de commandes militaires, étaient peu habituées aux grosses opérations commerciales spécifiques à l'informatique de gestion. Un des principaux producteurs est alors IBM, pour son propre usage. Le recours à ces périphériques compatibles permettait de conserver les processeurs IBM, mais en veillant à réduire le coût des loyers mensuels, XDS jugeant "excessives" les "marges bénéficiaires sur les périphériques de marque IBM". Ainsi, à partir de 1970, bon nombre de ces périphériques de gestion sont désormais achetés par XDS, "afin de réduire les frais de location" auprès d'IBM, ce qui pèse sur la trésorerie et la rentabilité à court terme de XDS. De plus, la conjoncture 1970 et 1971 est mauvaise dans ce secteur après le boom de 1964 à 1969. General Electric sort de l'informatique en 1970, RCA en 1971, l'anglais ICL, entre en grandes difficultés, et IBM entre en conflit avec Xerox dès avril 1970, moment où il prépare aussi une autre contre-attaque visant Control Data, qu'il accuse d'avoir sollicités "cinq constructeurs américains, huit européens et trois japonais", ainsi que "plus de treize gouvernements", afin de afin de constituer le cartel Multinational Data avec ICL, principal constructeur britannique et la CII française.
Malgré la faible part du marché européen des trois premiers constructeurs européens, CII, Siemens et Philips, 10 à 12%, ou 18 à 20 % avec ICL, IBM mobilise alors "toute une armée de juristes", menée "de main de maître" par Nicholas Katzenbach, procureur général des États-Unis entre 1965 et 1968 dans l'administration du président Lyndon B. Johnson, poste équivalent à celui de ministre de la justice américain. Entrent alors en scène 200 avocats et une équipe de 55 juristes payés par le groupe, avec des dizaines de millions de dollars de frais.

### Conflit entre Xerox et IBM
Xerox s'inquiète rapidement de la réaction d'IBM à son entrée sur le marché des grands systèmes d'autant que les concurrents DEC et Control Data gagnent eux aussi rapidement des parts de marché. IBM réagit en contre-attaquant sur le terrain où Xerox fait 95% de ses bénéfices. Dès le 21 avril 1970, il annonce qu'il va bientôt présenter le premier photocopieur de son histoire, moins rapide que le Xerox 660 (11 copies par minute) mais plus que le Xerox 914 (7 par minute). Xerox a immédiatement annoncé le poursuivre pour violation de 22 brevets. Ces deux décisions placent les deux géants sur la voie d'une "collision", selon les analystes, qui prévoient une "bataille animée" car ils partagent des "capacités de marketing très efficaces et agressives". L'un d'eux, William Prime, de Stuyvesant Asset Management souligne que les 70% de Xerox sur le marché des photocopieurs dépendant de sa maîtrise des brevets. L'entrée d'IBM sur les photocopieurs fut une rumeur récurrente de années 1960, revenue fin 1969 : Xerox déclare lui-même qu'IBM s'intéressait à ce marché, où il a refusé de lui céder des droits. IBM n'obtiendra que 5% du marché mondial des photocopieurs en 1975 puis 10 % en 1977 mais revient à 5% en 1980 et 3 % en 1985.

### Départ des cadres de SDS entre 1970 et 1972
Alors que l'achat de SDS se voulait celui de la "perspicacité d’excellents hommes d’affaires" et "d'ingénieurs créatifs", pour permettre aux 145000 actionnaires de Xerox d'en tirer profit, le groupe subit en fait dès 1970 le départ des deux dirigeants les plus importants de SDS: le PDG Dan McGurk devient investisseur et lobbyiste, tandis que le fondateur Max Palevsky se lance dans la création du futur géant des microprocesseurs Intel. De nombreux autres ex-ingénieurs de SDS partiront aussi à l’été 1972, moment de retards de livraison, dus à la nouvelle version du système d’exploitation XOS et aux consignes du siège pour des économies dans la production en série des ordinateurs Sigma et de leurs imprimantes, réclamant des appels d'offres plutôt que des deals avec les fournisseurs, ce qui désorganise la répartition de la production entre les usines de Rochester et de Californie, déjà sous la pression d'une charge trop répartie sur la première. Au début de la même année 1972, Xerox avait été menacé d'une éventuelle action antitrust par un petit concurrent, Smith-Corona, qui lui réclame un demi-milliard de dollars, dans une période d'activisme du ministère de la Justice américain qui le mène jusqu'à exiger en octobre 1972 la scission d'IBM, contraint en janvier 1973 à grosse transaction avec Control Data, mais vise aussi Xerox, processus qui déprime l'action Xerox, finalement contraint en 1973 à un "accord de licence avec tous les nouveaux arrivants", sans parvenir à empêcher la plainte de Smith-Corona,, XDS devenant alors peu à peu, pour la direction de Xerox une priorité de "deuxième, troisième, quatrième puis même cinquième ordre".
Quelques jours avant l'acquisition de SDS, Peter McColough avait promis des merveilles lors d’une réunion d'analystes financiers, ce qui fut mal ressenti en interne, tout comme le "prix exorbitant" payé par Xerox pour SDS, près d'un milliard de dollars car reposant sur des spéculations de gains rapides. Les cadres de SDS profitent de cette transaction pour prendre des retraites dorées, attendant parfois jusqu'à trois ans que leurs options d’achat d’actions Xerox puissent être exercées, à moins d'avoir été nommés à des postes clés au siège de Xerox à Stamford sur la cote est, alors qu'ils gardaient leurs maisons en Californie.

### Xerox change de stratégie
Dès 1972, Paul Strassmann acquiert la certitude que la stratégie d'entrée sur les grands systèmes échouera et que XDS aurait mieux fait de se concentrer sur son point fort, un système d'exploitation robuste et très rapide, permettant beaucoup de connexions à longue distance, via des terminaux à télétype en mode temps partagé, son point faible étant d'avoir des "imprimantes série de faible performance", pénalisantes pour "toute application commerciale décente".
Il fonde donc en 1972 une division chargée d’exploiter des centres informatiques d’entreprise et se lance alors dans une politique de "consolidation" et de réduction du nombre de machines, dans son recours à des centre de données, qui par exemple, mène à louer deux très grandes machines 360/65 au lieu de six ordinateurs 360/40, pour une forte "amélioration" du "rapport prix/performance".
XDS est revendu en 1974-1975, ayant subi des pertes après le premier choc pétrolier.

## Les ordinateurs SDS
- L'ordinateur Sigma 7 a été commercialisé en France par la CII sous le nom CII 10070. CII améliora son système d'exploitation pour en faire Siris 7, dont XDS acheta des droits de commercialisation aux États-Unis.
- Le Sigma 2, machine 16 bits, au départ commercialisé par Compagnie européenne d'automatisme électronique, le sera par la CII sous le nom de CII 10020.